# Guan Tong
Guan Tong chiń. upr. 关仝; chiń. trad. 關仝; pinyin Guān Tóng – chiński malarz, aktywny na dworze Późniejszej Dynastii Liang w Luoyangu, w pierwszej ćwierci X wieku; uważany za jednego z trzech wielkich mistrzów wczesnego malarstwa krajobrazowego.
O jego życiu wiadomo bardzo niewiele. Pochodził z Chang’anu, kształcił się u Bi Honga, którego miał ambicję przewyższyć (co mu się zresztą udało, podobnie jak współczesnego mu malarza i teoretyka, Jing Hao, którego dzieła miał studiować z nadzwyczajną pilnością, zapominając o jedzeniu i piciu). W opinii innego sławnego krytyka, Guo Ruoxu, trzech mistrzów krajobrazu przewyższało wszystkich innych, osiągając biegłość „boską”: Li Cheng, Fan Kuan i właśnie Guan Tong, i ich dzieła miały służyć za wzór „setki lat”. Niewątpliwie Guan Tong był ceniony w czasach dynastii Song, bo katalog cesarskiej kolekcji wymienia znaczną liczbę (94) jego dzieł.
Katalog ten (z XI w.) tak opisywał twórczość Guan Tonga:

Jego ulubionym tematem były jesienne wzgórza i zimowe lasy, wśród których znaleźć można chatki, brody, pustelników i ascetów, rybaków sprzedających połów, górskie schroniska. Wpatrz się w jego obraz, a nagle znajdziesz się w scenie, którą on przedstawia. Staniesz nagle wśród śnieżnej zamieci na moście Ba, lub wędrować będziesz przez Trzy Przełomy, gdzie gibbony pokrzykują na siebie z brzegów. Ty, któryś chwilę temu był zwykłym dworakiem, lub przekupniem na zakurzonych targach tego świata, ulegniesz całkowitej przemianie [...] Styl Guan Tonga jest niedbały i szybki; lecz im bardziej szkicowe jego kreski, tym silniejszy duch jego obrazu; im mniejsza scena, którą przedstawia, tym głębsza jego idea

Krytycy okresu Song podkreślali jego umiejętność tworzenia kompozycji, w których silnie zaznaczony centralny temat (np. góra) łączył się ze starannie oddanymi drobnymi figurami budynków, ludzi i zwierząt, tworząc całość równocześnie robiącą wielkie wrażenie, ale też zdradzającą wielką umiejętność obserwacji drobnych szczegółów. Nie wszyscy byli pod takim wrażeniem prac Guan Tonga – Mi Fei twierdził, że lepiej niż Bi Hong malował on skały, ale drzewa rysował bez pni, a jego postacie ludzkie były „pospolite”.
Według dawnych krytyków  Guan Tong był najwybitniejszym pejzażystą okresu Pięciu Dynastii, ale współczesną ocenę jego dzieł utrudnia fakt, że nie jest pewne, czy którykolwiek z przypisywanych mu obrazów jest faktycznie jego pędzla.